# Порука
Порука — обов'язок поручителя перед кредитором нести відповідальність за порушення боржником своїх зобов'язань. Порука виникає на базі договору поруки.
Порука є одним з найефективніших способів забезпечення зобов'язань за кредитними договорами.
Найдавніший договір поруки, про який відомо сьогодні, був укладений ще у Месопотамії в 2750 році до н. е. На стародавній дошці записано, що фермер, якого призвали на службу до правителя не мав, відповідно, можливості доглядати власні поля. У зв'язку з цим, він уклав угоду з іншим фермером, який погоджувався обробляти його поля і сплачувати за таке право половину вирощеного врожаю. Для того, щоб гарантувати собі отримання вказаної плати, фермер-власник землі звернувся до місцевого купця, який поручився за фермера-орендаря. Таким чином було реалізовано суть договору поруки.

## В Україні
У чинному законодавстві України відносини поруки врегульовані нормами статей 553—559 Цивільного кодексу України (ЦК). Зокрема, згідно зі статтею 553 ЦК за договором поруки поручитель поручається перед кредитором боржника за виконання ним свого обов'язку, причому поручитель відповідає перед кредитором тільки за порушення зобов'язання боржником.
Договір поруки може бути укладено як між двома особами — поручителем та кредитором, так і між трьома — поручителем, кредитором і боржником (позичальником).
Перший спосіб поширеніший, але має недолік — при укладенні договору поруки між поручителем та кредитором відносини між поручителем і боржником регулюються виключно законодавством, а не договором. Договір поруки між трьома особами дозволяє найповніше закріпити права та обов'язки учасників правовідносин.

## Виноски
1. ↑  Surety Bonds for Construction Contracts by Jeffrey S. Russell (Paperback — Dec 1999)